# Bệnh viện Đại học Y Dược, Đại học Quốc gia Hà Nội
Bệnh viện Đại học Y Dược là một bệnh viện đại học xếp hạng I trực thuộc Trường Đại học Y Dược, Đại học Quốc gia Hà Nội có địa chỉ cơ sở chính tại Nguyễn Quý Đức, Thanh Xuân, Hà Nội.
Trước ngày 17/5/2023, bệnh viện có tên Bệnh viện Xây dựng, trực thuộc Bộ Xây dựng.

## Lịch sử hình thành
Năm 1990, thành lập Trung tâm Y tế Xây dựng, được nâng cấp thành Bệnh viện Xây dựng trực thuộc Bộ Xây dựng vào năm 2005 và được xếp hạng Bệnh viện hạng I năm 2009.
Ngày 9/11/2022, Thủ tướng Chính phủ ký quyết định số 1376/QĐ – TTg về việc chuyển giao nguyên trạng Bệnh viện Xây dựng thuộc Bộ Xây dựng về trực thuộc Đại học Quốc gia Hà Nội. Ngày 17/5/2023, Đại học Quốc gia Hà Nội chính thức tiếp nhận nguyên trạng Bệnh viện Xây dựng, tổ chức lại thành Bệnh viện Đại học Y Dược trực thuộc Đại học Quốc gia Hà Nội theo quyết định số 1717/QĐ-ĐHQGHN, cùng ngày với lễ công nhận và bổ nhiệm chính thức hiệu trưởng Trường Đại học Y Dược đối với GS. TS. TTND. Lê Ngọc Thành đang giữ chức vụ hiệu trưởng lâm thời.
Ngày 14/02/2025, Đại học Quốc gia Hà Nội điều chuyển nguyên trạng Bệnh viện Đại học Y Dược về trực thuộc Trường Đại học Y Dược theo quyết định số 216/QĐ-ĐHQGHN.

## Ban Giám đốc
Giám đốc: TS. BSCC. Bùi Ngọc Minh
Phó Giám đốc:
- BS.CKII. Nguyễn Văn Dũng
- BS.CKII. Đặng Xuân Long
- TS. BS. Đặng Trung Dũng

## Cơ sở vật chất
- Cơ sở 1 tại phố Nguyễn Quý Đức, P Thanh Xuân Bắc, Quận Thanh Xuân, Hà Nội với diện tích 7.123 m²
- Cơ sở 2 tại Phường Hoàng Liệt, Quận Hoàng Mai, Hà Nội với diện tích đất 30.208 m²

## Năng lực bệnh viện
Trải qua quá trình phát triển, hiện nay, Bệnh viện đã và đang triển khai thực hiện những kỹ thuật chẩn đoán và điều trị công nghệ cao ngang tầm với các bệnh viện Trung ương và Hà Nội. Các kỹ thuật chuyên sâu về tim mạch như: lập bản đồ huyết áp, điện tim trong 24 giờ, chụp mạch vành điện toán và can thiệp động mạch vành qua da; siêu âm màu doppler tim, các kỹ thuật chuyên sâu về chẩn đoán hình ảnh và thăm do chức năng như: chụp CT Scanner 32, 64 dãy, chụp cắt lớp sọ não, lồng ngực, ổ bụng tầm soát khối u và các bệnh khó khác, chụp UIV, nội soi tai mũi họng; Nội soi dạ dày, trực tràng... Xét nghiệm sinh hóa, Huyết học, điện giải đồ, Xét nghiệm miễn dịch...
Bệnh viện đã triển khai thực hiện các đại phẫu, phẫu thuật nội soi ổ bụng về gan mật, thận tiết niệu, các phẫu thuật, thủ thuật về xương khớp. Bệnh viện đã và đang phối hợp với một số bệnh viện để thực hiện kỹ thuật nút mạch trong điều trị ung thư, khối u lành...
Triển khai các đơn nguyên Sức khỏe tâm thần; Chấn thương chỉnh hình, thẩm mỹ, điều trị giảm nhẹ và chăm sóc da; Ung bướu

## Cơ cấu tổ chức

### Khoa lâm sàng (11)
- Khoa Hồi sức cấp cứu.
- Khoa Khám bệnh.
- Khoa Liên chuyên khoa.
- Khoa Ngoại tổng hợp.
- Khoa Phụ sản.
- Khoa Vật lý trị liệu - Phục hồi chức năng và Đông y.
- Khoa Nội tổng hợp.
- Khoa Nội tim mạch - Lão khoa.
- Khoa Nội cán bộ - Tự nguyện.
- Khoa Truyền nhiễm.
- Khoa Sức khỏe nghề nghiệp.

### Khoa cận lâm sàng (03)
- Khoa Xét nghiệm.
- Khoa Chẩn đoán hình ảnh và thăm dò chức năng.
- Khoa Dược.

### Phòng chức năng (06)
- Phòng Kế hoạch tổng hợp.
- Phòng Vật tư - Thiết bị y tế.
- Phòng Tài chính kế toán.
- Phòng Hành chính quản trị.
- Phòng Tổ chức cán bộ.
- Phòng Điều dưỡng.

### Trung tâm chức năng (03)
- Trung tâm Đào tạo và Nghiệp vụ Y tế ngành Xây dựng.
- Trung tâm Y học dự phòng ngành Xây dựng.
- Trung tâm Đào tạo Chỉ đạo tuyến.

## Thành tích
- Bằng khen của Thủ tướng Chính phủ (2000, 2016)[12]
- Huân chương Lao động hạng Nhất (2016), hạng Nhì (2009), hạng Ba (2003)[12]